# Richard Conte

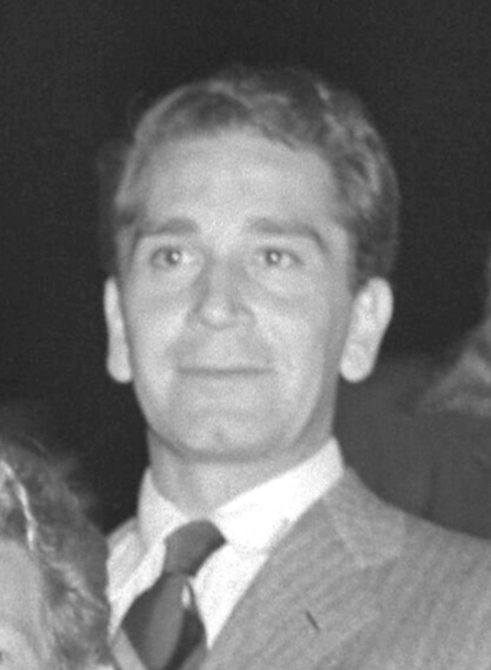
Richard Conte (1947)

Richard Nicholas Peter Conte (* 24. März 1910 in Jersey City, New Jersey; † 15. April 1975 in Los Angeles, Kalifornien) war ein US-amerikanischer Film- und Theaterschauspieler.

## Leben
Conte war der Sohn eines italoamerikanischen Friseurs und verlebte seine Kindheit und Jugend in sehr einfachen Verhältnissen. Als Heranwachsender schlug er sich mit Gelegenheitsjobs durch, etwa als Lastkraftwagenfahrer, Schreiber an der Wall Street und singender Kellner in einem Seebad in Connecticut. Gerade durch den Job als singender Kellner wurde er 1935 erstmals in einem Theater in New York City engagiert. Hier wurde er von Elia Kazan und John Garfield entdeckt, die den 25-jährigen Conte von nun an förderten. Kazan verhalf Conte zu einem Stipendium am Neighborhood Playhouse, das dieser mit Erfolg absolvierte. 1939 gab Conte in Moon Over Mulberry Street sein Debüt am Broadway und gab im selben Jahr auch sein Filmdebüt im Filmdrama Heaven with a Barbed Wire Fence.
Conte wurde nach einem kurzen Einsatz bei der US-Armee wegen Augenbeschwerden ausgemustert und musste daher nicht, wie andere Schauspieler, weiter am Zweiten Weltkrieg teilnehmen. 1942 erhielt er einen langfristigen Vertrag bei 20th Century Fox und änderte seinen Vornamen von „Nicholas“ zu „Richard“. Gerade in der Zeit zwischen 1943 und 1945 gedieh seine Karriere; er verkörperte meist Soldaten. Nach dem Krieg übernahm er vorwiegend Rollen in Film-noir-Dramen, wie beispielsweise als fälschlich des Mordes verurteilter Gefangener in Henry Hathaways Kennwort 777 (1948) neben James Stewart oder auch in Joseph L. Mankiewicz’ Blutsfeindschaft (1949) an der Seite von Edward G. Robinson. In den 1950er Jahren, nun unabhängig ohne festes Filmstudio, wurde Conte zum Star zahlreicher B-Movies. 1965 übernahm er die Rolle des Barabbas in Die größte Geschichte aller Zeiten unter der Regie von George Stevens.
1968 absolvierte Conte seine erste und einzige Arbeit als Regisseur. Es handelte sich um Operation Cross Eagles, einen Film, der in Kooperation der USA mit Jugoslawien entstand. Auch übernahm er die Hauptrolle. Contes letzte große Rolle – seine Karriere entwickelte sich parallel zu den Kriminalfilmen seit den 1960er Jahren abwärts – sollte er 1972 bekommen: Im Filmklassiker Der Pate verkörperte er mit Don Barzini den Kontrahenten von Don Corleone (Marlon Brando). Auch war Conte als Alternativbesetzung für die Rolle Brandos im Gespräch.
Richard Conte war von 1943 bis 1962 mit der Schauspielerin Ruth Storey verheiratet. Aus der Ehe stammt der gemeinsame Sohn Mark Conte, der als Filmeditor tätig ist. Nach der Scheidung von Storey heiratete Conte 1973 eine Frau aus der Mittelschicht, Shirlee Garner. Richard Conte starb zwei Jahre später im Alter von 65 Jahren an einem Herzinfarkt. Sein Grab befindet sich auf dem Westwood Village Memorial Park Cemetery in Westwood, Los Angeles.

## Filmografie (Auswahl)
- 1939: Heaven with a Barbed Wire Fence
- 1943: Guadalkanal – die Hölle im Pazifik (Guadalcanal Diary)
- 1944: The Purple Heart
- 1945: Landung in Salerno (A Walk in the Sun)
- 1946: Irgendwo in der Nacht (Somewhere in the Night)
- 1946: 13 Rue Madeleine
- 1947: Eine brennende Liebe (The Other Love)
- 1948: Kennwort 777 (Call Northside 777)
- 1948: Schrei der Großstadt (Cry of the City)
- 1949: Gefahr in Frisco (Thieves’ Highway)
- 1949: Blutsfeindschaft (House of Strangers)
- 1950: Frau am Abgrund (Whirlpool)
- 1951: Mord in Hollywood (Hollywood Story)
- 1951: Die Mündung vor Augen (Under the Gun)
- 1952: Gier nach Gold (The Raiders)
- 1953: Gardenia – Eine Frau will vergessen (The Blue Gardenia)
- 1954: Die Autofalle von Las Vegas (Highway Dragnet)
- 1955: Pantherkatze (New York Confidential)
- 1955: Geheimring 99 (The Big Combo)
- 1955: Und morgen werd’ ich weinen (I’ll Cry Tomorrow)
- 1956: Alle Sehnsucht dieser Welt (Full of Life)
- 1957: Hyänen der Straße (The Brothers Rico)
- 1959: Sie kamen nach Cordura (They Came to Cordura)
- 1959–1960: Die vier Gerechten (The Four Just Men; TV-Serie, 21 Folgen)
- 1960: Frankie und seine Spießgesellen (Ocean’s Eleven)
- 1960: Pepe – Was kann die Welt schon kosten (Pepe)
- 1962: Die Unbestechlichen (The Untouchables; TV-Serie, zwei Folgen)
- 1963: 77 Sunset Strip (TV-Serie, fünf Folgen)
- 1964: Circus-Welt (Circus World)
- 1965: Die größte Geschichte aller Zeiten (The Greatest Story Ever Told)
- 1966: Überfall auf die Queen Mary (Assault on a Queen)
- 1966: Das Hotel (Hotel)
- 1967: Der Schnüffler (Tony Rome)
- 1968: Django – Unbarmherzig wie die Sonne (Sentenza di morte)
- 1968: Die Lady in Zement (Lady in Cement)
- 1972: Der Pate (The Godfather)
- 1973: Die ehrenwerte Familie (L’onorata famiglia, uccidere è cosa nostra)
- 1973: Tödlicher Hass (Tony Arzenta)
- 1973: Der Teufel führt Regie (Il boss)
- 1975: Blutige Magie (Malocchio)
- 1975: Verdammte, heilige Stadt (Roma violenta)